# Клоузер, Чарли
Чарльз Александр (Чарли) Клоузер (англ. Charles Alexander "Charlie" Clouser; родился 28 июня 1963 года) — американский музыкант, композитор и продюсер звукозаписи. Наиболее известный как участник индастриал-рок-группы Nine Inch Nails в 1994—2000 годах, Клоузер также известен как композитор, пишущий саундтреки для кино и телевидения. Клоузер был номинирован две премии «Грэмми» в категории «Лучшее метал-исполнение» в 1997 году.

## Карьера
Клоузер — мультиинструменталист, он играет на клавишных, синтезаторе, терменвоксе, и ударных. Он также занимается музыкальным программированием и микшированием. Чарли был членом группы Nine Inch Nails с 1994 по 2000 год. Прежде, чем он был в Nine Inch Nails, он вместе с бывшим гитаристом L.A. Guns Миком Криппсом и коллегой по Nothing Records Шоном Бивеном играл в альтернативной группе Burning Retna. Клоузер также был участником группы 9 Ways to Sunday, которая выпустила одноимённый альбом в 1990 году. Клоузер делал ремиксы на песни таких исполнителей, как Nine Inch Nails, Rammstein, Meat Beat Manifesto и Мэрилин Мэнсон.
В 2004 году Чарли спродюсировал альбом Size Matters группы Helmet. Состоящий в основном из песен Клоузера и Пейджа Хамильтона, он должен был стать сольным альбомом последнего. Первый релиз сотрудничества, известный как Throwing Punches, появился в 2003 году на саундтреке для фильма «Другой мир», автором был записан Хамильтон. Кроме того, Чарли Клоузер создал один из музыкальных дисков мастер-серии FirstCom, который продавался только для коммерческого использования в конце 1990 года.
Две песни, записанные при участии Клоузера, были номинированы на Grammy Awards в 1997 году: «I’m Your Boogie Man» группы White Zombie и «Hands of Death (Burn Baby Burn)» Роба Зомби и Элиса Купера. Он также смикшировал последнюю и стал её соавтором.
Он работал с Трентом Резнором над саундтреком к фильму «Прирождённые убийцы», помог записать и выпустить новую версию «Something I Can Never Have» (оригинальная версия которой появилась на дебютном альбоме Nine Inch Nails Pretty Hate Machine). Ремикс Клоузера на песню Зомби «Dragula» вошла в саундтрек к фильму «Матрица». Ремикс на другую песню Роба, «Reload», появился на саундтреке «Матрицы: Перезагрузка». Он спродюсировал незавершенный проект Хамильтона Gandhi.
Чарли снялся в документальном фильме о пионере электронной музыки Роберте Муге и сочинил песню «I Am Spaceman» для саундтрека этого фильма.
Кроме того, Клоузер работал как композитор в кино и на телевидении. За авторством Клоузера — музыка к фильмам франшизы «Пила» (в том числе известный мотив «Hello Zepp»), а также к фильмам «Смертный приговор» (2007), «Обитель зла 3: Вымирание» (2007), «Мёртвая тишина» (2007), и «Глубоководное» (2005). Среди работ на телевидении: музыка к сериалам «Лас-Вегас», «Скоростная трасса», «4исла» и «Американская история ужасов».

## Личная жизнь
С 2007 года Чарли женат на давней подруге, фотографе и модели Зое Вайсман.

## Дискография

### Основное
| Nine Inch Nails - The Downward Spiral (1994) - Further Down the Spiral (1995) - The Perfect Drug (1997) - Closure (1997) - The Day the World Went Away (1999) - The Fragile (1999) - Starfuckers, Inc. (1999) - Things Falling Apart (2000) - And All That Could Have Been (2002) Marilyn Manson - Portrait of an American Family (1994) - Smells Like Children (1995) - Antichrist Superstar (1996) - Lest We Forget: The Best Of (2004) | White Zombie - Astro-Creep: 2000 (1995) - More Human than Human (1995) - Real Solution #9 (1995) - Ratfinks, Suicide Tanks and Cannibal Girls (1996) - Supersexy Swingin' Sounds (1996) - Electric Head Pt. 2 (The Ecstasy) (1996) Rob Zombie - The Great American Nightmare (1997) - Hellbilly Deluxe (1998) - Living Dead Girl (1999) - American Made Music to Strip By (1999) - The Best of Rob Zombie (2006) |

### Прочее
| - 9 Ways to Sunday — 9 Ways to Sunday (1990) - 12 Rounds — Pleasant Smell (1998) - Alec Empire — Live at Fuji-Rock (2001) - Apartment 26 — Music for the Massive (2004) - Black Light Burns — Cruel Melody (2007) - Burning Retna — Frozen Lies (2006) - Collide - Vortex (2004) - Live at the El Rey (2005) - David Bowie — Best of Bowie (2002) - Deltron 3030 — Positive Contact (2001) - Die Krupps - The Final Remixes (1994) - Rings of Steel (1995) - Fire (1997) - Esthero — Breath from Another (1998) - FAT — Down Time (1995) - Foetus — Blow (2001) | - Fuel — Natural Selection (2003) - Helmet — Size Matters (2004) - John Frusciante — Shadows Collide with People (2004) - Killing Joke — Democracy (1996) - Meat Beat Manifesto — Asbestos Lead Asbestos (1996) - A Perfect Circle — eMOTIVe (2004) - Prong - Broken Peace (1994) - Rude Awakening (1996) - Puscifer — Don't Shoot the Messenger EP (2007) - Radiator — Black Shine (remix) (1998) - Reach 454 — Reach 454 (2003) - Real McCoy — Another Night (1994) - Schwein — Son of Schweinstein (2001) - Snake River Conspiracy - Pre-Fatty Tingle (2000) - Sonic Jihad (2000) - Splattercell — AH - ReMiKSiS (2000) - Type O Negative - D-Side 1 (2000) - Least Worst Of (2000) |

### Саундтреки к фильмам
| - Прирождённые убийцы (1994) - Поколение DOOM (1995) (+ музыка для меню DVD) - Побег из Лос-Анджелеса (1996) - Бивис и Баттхед уделывают Америку (1996) - Фанат (1996) - Шоссе в никуда (1997) - Части тела (1997) - Нигде (1997) - Конец света (1999) - Матрица (1999) - Ворон 3: Спасение (2000) - День святого Валентина (2001) - Матрица: Перезагрузка (2003) - Другой мир (2003) - Муг (2004) - Соучастник (2004) | - Пила: Игра на выживание (2004) - Глубоководный (2005) - Лас-Вегас (2005) - Пила 2 (2005) - Пила 3 (2006) - Мёртвая тишина (2007) - Смертный приговор (2007) - Обитель зла 3 (2007) - Пила 4 (2007) - Пила 5 (2008) - Операция «Валькирия» (2008) - Всегда говори «Да» (2008) - Пила 6 (2009) - Отчим (2009) - Пила 3D (2010) - Американская история ужасов (2011) - «Коллекционер 2» (2012) - Сосны (телесериал) (2015) - Пила 8 (2017) - Пила: Спираль (2021) - Пила X (2023) |

### Другое
- ECW: Extreme Music[англ.] (1998)
- Duke Nukem: Music to Score By (1999)
- Twisted Metal 4 (саундтрек) (1999)
- Singularity (игра) (2010)